# エスメラルダ（1997年のテレビドラマ）
『エスメラルダ』（原題: ESMERALDA）は、メキシコのテレビドラマ。ラス・エストレージャスで1997年5月5日から11月14日まで放送された。

## 登場人物
エスメラルダ・ペーニャレアル・デ・ベラスコ
演：レティシア・カルデロン
ホセ・アルマンド・ペーニャレアル
演：フェルナンド・コルンガ
ドン・ロドルフォ・ペーニャレアル
演：エンリケ・リザルデ
ファティマ・リナレス・ビーウダ・ペーニャレアル
演：ラウラ・サパタ
ジョージナ・ペレス・モンタルボ・フォーロ
演：アナ・パトリシア・ロホ
ルシオ・マラベル
演：サルバドール・ピネダ
メレシオ「エル・ボボ・メレシオ」
演：イグナシオ・ロペス・タルソ